# 南波爾克堡 (路易斯安那州)
南波爾克堡（英語：Fort Johnson South）是位於美國路易斯安那州弗農堂區的一個普查規定居民點。

## 人口
根據2020年美國人口普查的數據，南波爾克堡的面積為15.96平方千米，當中陸地面積為15.95平方千米，而水域面積為0.01平方千米。當地共有人口7950人，而人口密度為每平方千米498.12人。